# Frank Hornby
Frank Hornby (* 15. Mai 1863 in Liverpool, England; † 21. September 1936 ebenda) war ein britischer Erfinder, Geschäftsmann und Politiker der Konservativen Partei mit Sitz im Parlament.

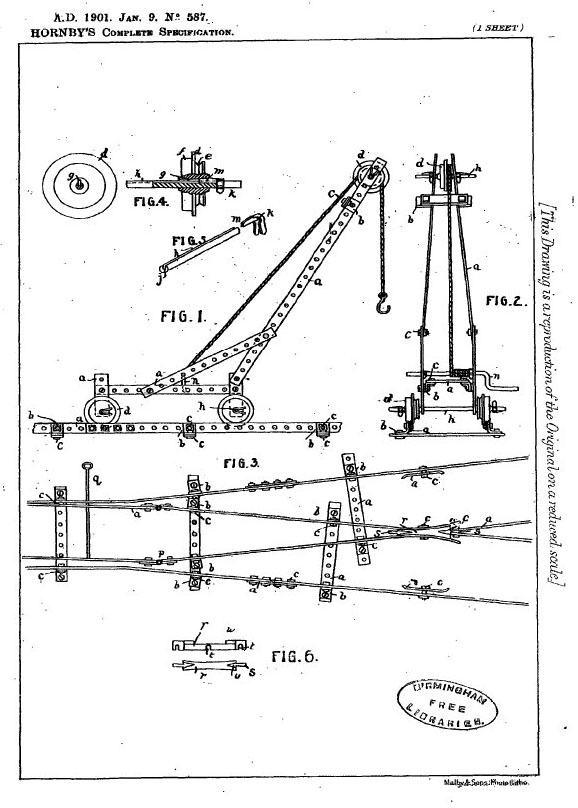
Patent GB190100587A für Meccano

Der von Frank Hornby 1901 entwickelte Metallbaukasten „Meccano“, auf den er am 30. November ein Patent erhielt, die in Großbritannien populäre Modelleisenbahn der Marke Hornby Trains und die Metallspritzguss-Modellautos der Marke „Dinky Toys“ machten einen wohlhabenden Mann aus Hornby.